# Thomas Elsbeth
Thomas Elsbeth (Neustadt, ? - mort després de 1624) fou un compositor barroc. Residí a Frankfurt de l'Oder i a Javer va compondre les obres següents:
- Selectissimae et novae cantionis sacrae vulgo motecta appellatae, col·lecció de 24 motets;
- Selectissimae et novae cantiones sacrae vulgo motecta appellatae, col·lecció de 12 motets a cinc veus (Liegnitz, 1590;
- Neue ausserlesene meltliche Lieder zuvor niemals in Druck ausgangen, mit 5 Stimmen (Frankfurt, 1599);
- Erster Theil Sontaglicher Evangelien, etc., Melpomem sacra.